# Крижані пірати
«Крижані пірати» (англ. The Ice Pirates) — американський комедійний науково-фантастичний фільм 1984 року режисера Стюарта Рафілла, який написав сценарій у співавторстві з Стенфордом Шерманом. У фільмі зіграли Роберт Уріх, Мері Кросбі, Майкл Д. Робертс, Анжеліка Г'юстон, Рон Перлман, Джон Матушак і Джон Керрадайн.

## Акторський склад
| Актор            | Роль                        |
| ---------------- | --------------------------- |
| Роберт Уріх      | Джейсон                     |
| Мері Кросбі      | принцеса Каріна             |
| Майкл Д. Робертс | Роско                       |
| Анжеліка Г'юстон | Маїда                       |
| Рон Перлман      | Зено                        |
| Джон Керрадайн   | Верховний Головнокомандувач |
| Джон Матушак     | Кіллджой                    |
| Брюс Віленч      | Вендон                      |

## Сюжет
У далекому майбутньому вода стала настільки дефіцитною, що її суворо нормують, а її вартість неймовірно зросла, перетворивши на надзвичайно цінний ресурс, який використовується як валюта у вигляді кубиків льоду. Хранителі води, відомі як Тамплієри Мітри, контролюють усі запаси води, знищуючи світи, що мають природні водні ресурси, і залишаючи галактику майже безводною. Пірати присвячують свої життя нападам на кораблі та грабунку льоду з вантажних трюмів, щоб вижити.
Джейсон (Роберт Уріх), лідер банди піратів, нападає на крейсер Тамплієрів заради здобичі льоду й виявляє на борту прекрасну принцесу Каріну (Мері Кросбі), яка перебуває в кріогенній капсулі. Він вирішує викрасти її, пробудивши від сну, що спричиняє тривогу на крейсері. Джейсон і його пірати тікають, але на них починають полювати кораблі Тамплієрів. Джейсон дозволяє частині своєї команди, Маїді (Анжеліка Г'юстон) та Зено (Рон Перлман), втекти, тоді як Роско (Майкл Д. Робертс) залишається, щоб допомогти. Однак обидва зрештою потрапляють у полон.
Після захоплення їх доправляють на примусову працю, але спочатку планують піддати «переробці»: кастрації та лоботомії. Коли піратів проводять до обробного центру, вони зустрічають Кіллджоя (Джон Матушак), який проходить повз у вкраденому чернечому одязі, адже священнослужителів зберігають «про всяк випадок». Проте наших героїв рятує від цієї долі принцеса Каріна, яка втручається та викуповує їх, перетворивши на своїх слуг. Того ж вечора вони знову зустрічаються з Кіллджоєм, замаскованим під робота. Джейсон, Каріна, Роско, Кіллджой, служниця принцеси Нанні та її робот-дворецький Персі встигають покинути планету до прибуття Верховного Головнокомандувача (Джон Керрадайн), який збирається заарештувати Каріну.
Принцеса Каріна наймає Джейсона, щоб той допоміг їй знайти її батька, який зник під час пошуків так званого «Сьомого Світу» — загубленої міфічної планети, на якій, за чутками, є величезні запаси води. Існування такої планети загрожує монополії Тамплієрів на воду, а отже, і їхній владі. Верховний Командувач Тамплієрів наказує Зорну переслідувати принцесу Каріну, щоб захопити Сьомий Світ для Тамплієрів.
Тим часом Джейсон приховує від усіх, що на їхньому кораблі сховалася огидна істота. Згодом, під час спроби з'їсти індичку, істота виривається й втікає. На наступній планеті Джейсон і Роско знову зустрічаються зі своїми товаришами-піратами, Маїдою та Зено. Разом вони вирушають на пошуки «загубленої» планети, яка виявляється наповненою величезними запасами води та захищеною полем часової дисторсії. Планету можна наблизити лише певним курсом, інакше корабель назавжди загубиться в часі. Коли корабель героїв входить у поле дисторсії, Зорн переслідує їх і атакує зі своїм загоном Тамплієрів і роботів. Починається вирішальна битва, під час якої час випадково прискорюється, і всі швидко старіють, досягаючи глибокої старості.
Наприкінці історії світ рятує вже дорослий син Каріни та Джейсона, який народився внаслідок їхнього романтичного зв’язку незадовго до входу в поле часової дисторсії. Коли герої виходять із поля, їхні віки повертаються до початкових, і Джейсон з Каріною усвідомлюють, що в них буде дитина. Тим часом корабель Тамплієрів, що відхилився від заданого курсу під час атаки, зникає, навіки загубившись у часі. Екіпаж спостерігає, як вони наближаються до Сьомого Світу, який виявляється Землею.

## Виробництво
Фільм був знятий на студії MGM під керівництвом Девіда Бегельмана, а продюсером виступив Джон Форман. Спочатку він називався «Планета води» і мав бюджет 20 мільйонів доларів за сценарієм Стенфорда Шермана, автора «Крулла» (1983). Однак, оскільки MGM переживала фінансові труднощі, її банкіри встановили ліміт у 8 мільйонів доларів на всі фільми. Бегельман і Форман зв'язалися зі Стюартом Раффіллом, чий фільм «Високий ризик» (1981) справив на них велике враження. Раффілл сказав, що йому доведеться переписати його і зробити більш комічним, і вони погодилися. Раффілл і Форман сказали, що піратські фільми, такі як «Червоний корсар», були основним джерелом натхнення, і вони навмисно не дивилися «Зоряні війни».
MGM уклала контракт із Робертом Уріхом і наполягала на його участі в кастингу. Джон Форман хотів, щоб у фільмі знялася Анжеліка Г'юстон, його особиста подруга. Джон Матушак був обраний тому, що сподобався одному з фінансистів. «Це була не моя концепція», — згадував Рафілл. «Ми просто вклали в нього все, що могли, щоб зробити його жартівливим і смішним, і розповісти історію». Зйомки розпочалися в березні 1983 року. Ми взяли багато високотехнологічних деталей від автомобільних двигунів і шестерень і вилили з них форми, — розповів Рафілль. «Ми не хотіли, щоб вони були гладкими і схожими на космічні кораблі, а скоріше на щось на кшталт супер-прикольного, паровозного хай-теку, з поршнями і шестернями - справжня збірна солянка. Ідея полягала в тому, що ці космічні пірати не мали хорошого обладнання, і їм доводилося обходитися тим, що вони могли знайти». 
Виробництво було складним частково через те, що MGM отримала нового керівника студії, Френка Ябланса. Раффілл каже, що фільм «закінчився фіаско... MGM переживала перехідний період, і вони привели нового хлопця, який зрештою виявився викритим у крадіжці грошей у компанії. Він був трохи проблемним хлопцем. Він погано ладнав з Джоном Форманом, тож намагався саботувати фільм. Витягнув з них гроші, але ми його таки закінчили». Раффілл додав: «Виявилося, що продюсер був близьким другом Пола Ньюмана, а голова студії сказав щось принизливе про дружину Пола Ньюмена, і продюсер вдарив його!». «Наприкінці фільму вони мали прилетіти на Землю, і вони пролітають над пляжами Малібу, де всі купаються у воді, а голова студії вирізав це! Він ніколи не говорив мені про це, і це зникло. Мені довелося випити горілки, щоб заспокоїтися».